# Pietro Bembo
Pietro Bembo (Venècia, 20 de maig de 1470 - Roma, 18 de gener de 1547) fou un cardenal, humanista, filòleg, escriptor, poeta, traductor i erudit italià.

Sogno, 1492-1494

Fill d'una noble família, el seu pare, Bernardo, era patrici i ambaixador venecià i, tan amant de la literatura, que va arribar a alçar un monument a Dante a Ravenna. En va erigir després un altre a Florència (1478-1480) i, més tard, un a Ferrara (1498). Va poder freqüentar les corts de Llorenç el Magnífic i la d'Alfons I d'Este, en les quals els literats eren molt benvolguts. Les seues primeres experiències cortesanes es va enriquir amb els estudis clàssics realitzats en l'escola mesinesa de l'hel·lenista Constantí Làscaris (1492) i, a Pàdua, sota la guia de Nicolò Leonico Tomeo. El generós acolliment de Guidobald I Montefeltro i de la seua esposa Isabel Gonzaga, objecte del càlid elogi de l'autor, el van dissuadir del seu intent de retirar-se a l'abadia de la Croce dell'Avellana, a prop d'Urbino. D'altra banda, el caràcter de Pietro Bembo no s'avenia bé amb la humilitat monàstica, no només per la seua independència, sinó pels gustos que demostrava a la manera del seu model, l'humanista Francesco Petrarca.
Va residir a Urbino entre els anys 1506 i 1512, i allí va conèixer el gran pintor Rafael i al cardenal Giovanni de Mèdici, el futur papa Lleó X. Gràcies a Giuliano de Medici, va prendre el càrrec de secretari personal d'aquest, quan va ser nomenat pontífex i va marxar cap a Roma com a secretari de cartes llatines per a redactar en perfecte llatí ciceronià les butlles pontifícies. Aquest període romà (1512-1519) és denominat ciceronià a causa de la seua defensa de la imitatio ciceroniana (imitació de la llengua i sintaxi d'un autor llatí considerat modèlic, Ciceró) enfront de la imitatio eclectica que pregonaven els humanistes deixebles d'Erasme de Rotterdam (imitació del millor llatí emprat per diferents autors).

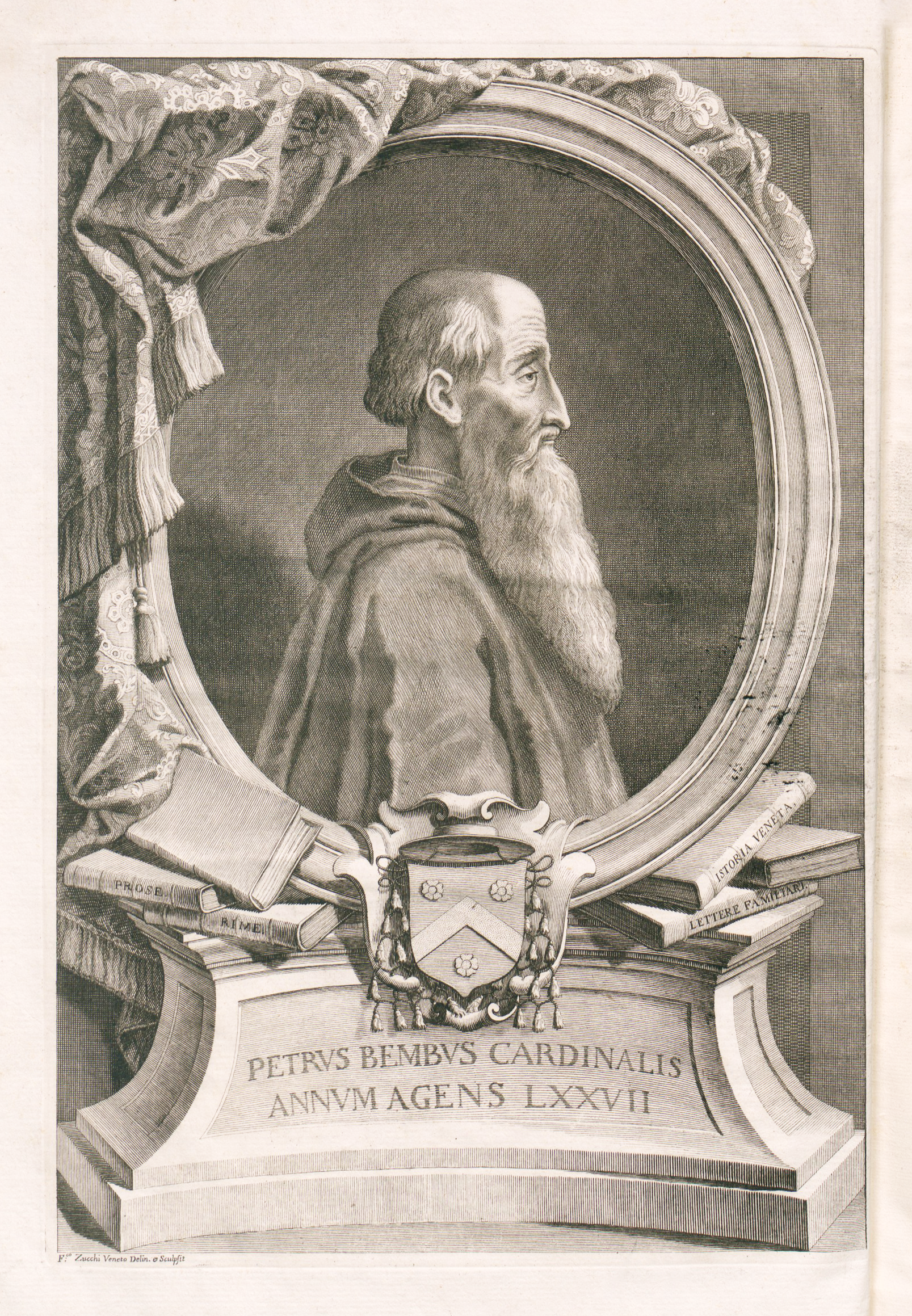
Pietro Bembo, Historia Veneta, 1729

A la mort del papa es va traslladar de nou a Pàdua el 1521, lloc al que van anar a residir no pocs artistes del moment per la protecció que allí se'ls dispensava. Va ser també l'època de Gli asolani («Els asolans») (1505), tres diàlegs dedicats a Lucrècia Borja, amb la qual va mantenir un tòrrid romanç quan la va conèixer a Ferrara, en la cort del seu marit, Alfons d'Este. En aquesta obra desenvolupa la teoria platònica de l'amor. També va començar a escriure la Prose della volgar lingua, («La prosa en la llengua vulgar»), obra publicada més tard el 1525; diàlegs on l'erudit llatinista, no sord a la moda de la poesia en llengua romanç, va portar a terme una admirable aproximació a les diverses teories sobre el llenguatge i va intentar construir una gramàtica d'una llengua italiana que no existia, dispersa com estava en nombrosos dialectes; amb aquest objectiu va proposar prendre com a model el dialecte florentí, agafant com a exemple la llengua emprada per Petrarca en la poesia i la de Giovanni Boccaccio en la prosa. Va afirmar ja sense contemplacions la necessitat de dignificar (nobilitare) l'idioma vulgar igualant-lo en normes del seu ús al llatí. AL mateix temps que completava la Prose della volgar lingua, entre 1521 i 1525, enriquia amb glosses la nova edició del Canzoniere de Petarca, amb ajuda del seu amic, l'impressor i humanista venecià Aldo Manuzio.
A Roma va conèixer Faustina della Morosina, que li va donar tres fills, però amb la qual no es va casar per a no perdre els beneficis eclesiàstics. El Carteggio d'amore (1500) és un epistolari que ofereix un valuós testimoniatge del seu altre amor, el que va professar a Maria Savorgnan, i que al llarg del temps va acabar embolicat en el misteri. Establert a Pàdua, Bembo va ser cridat per la Signoria de Venècia el 1529 per a escriure la història de la República de Venècia i dirigir la Biblioteca Nicena, actualment Marciana o de Sant Marc. Dins de la primera d'aquestes activitats va reprendre l'obra ja iniciada per Sabellico escrivint en llatí els Rerum Venetarum historiae libri XII, una història d'aquella república des de l'any 1487 fins al 1513, impresa el 1551, que després va traduir a l'idioma vulgar. La seua poesia llatina està recollida en una obra titulada Carmina (Venècia 1533).
Sobre les Proses va dir Varchi que els italians han d'estar agraïts a Bembo per haver llevat de la seua llengua el rovellat dels segles pretèrits. El 1529 van aparèixer les Rime («Rimes»), poemes que reforgen, continuen i reforcen la tradició del Petrarquisme. El 1539 Pau III conferia a l'humanista la porpra cardenalícia (Morosina havia mort el 13 d'agost del 1535 i Bembo tenia llavors quasi seixanta anys). En l'últim període de la seua vida van augmentar els honors i va rebre els episcopats de Gubbio (1541) i l'arquebisbat de Bèrgam (1544) sense obligació de residència. La mort de Morosina li va fer tornar-se cap a les lectures pietoses i els escrits dels Sants Pares en detriment dels clàssics grecollatins. Després va tornar a Roma, on va ser un dels candidats al pontificat amb més possibilitats i allí va morir.
A Bembo se li deu sobretot la sistematització i vulgarització de l'humanisme que representava la conclusió natural del Renaixement. Va ser un lector compulsiu des que en la seua infància accedira als llibres de la rica biblioteca paterna, un gran coneixedor de les obres clàssiques grecollatines, i també de les dels seus contemporanis. Escrivia amb igual perfecció en llatí que en italià, molt influït emperò pel model de Ciceró.